# All I Can Take
«All I Can Take» — песня канадского певца Джастина Бибера. Она вышла 11 июля 2025 года в качестве первого трека его седьмого студийного альбома Swag.

## Композиция
«All I Can Take» описывается как «энергичный, мерцающий» первый трек, который открывает альбом «плавным и грувовым» звучанием. Вокал Бибера, который некоторые критики сравнивают с вокалом Майкла Джексона, накладывается на «синтезаторные клавишные риффы».
В тексте песни исследуются «симптомы его чувствительности»: Бибер выражает чувство, что его «непонимают», и обращается к своим отношениям с женой Хейли Бибер и сексу как к средству побега. Позже он признает, что в тот момент достиг своего предела.

## Отзывы
Рэйчел Ароэсти из The Guardian похвалила песню как «призрачный поворот в безупречном, энергичном R&B 1980-х», особо отметив её сказочный «эхо-вокал, быстрые, затухающие биты» и «сентиментальные синтезаторы». Янник Гёльц из Laut.de назвал её «неожиданной отсылкой» к Майклу Джексону, открывая альбом «невесомыми синтезаторами». Редакторы Diario de Yucatán похвалили вокал Бибера, назвав его «таким же сладким, как всегда», особенно в предприпеве. Адам Уайт из The Independent назвал эту песню лучшим треком альбома.
Благодаря своему «винтажному груву» песня вызывает сравнения с ранними работами Бибера, а текст отражает его нынешнюю жизнь. Линдси Хэвенс из Billboard поставила её на четвёртое место среди треков альбома, назвав её «экспериментальной, альтернативной интерпретацией R&B лучших времён Бибера», которая «задаёт тон» проекту. Она отметила, что голос Бибера «проступает» сквозь уверенную подачу материала, вызывая «ощущение свободы».

## Чарты

### Еженедельные чарты
| Чарт (2025)                           | Высшая позиция |
| ------------------------------------- | -------------- |
| Австралия (ARIA)                      | 22             |
| Канада (Billboard Canadian Hot 100)   | 12             |
| Мир (Billboard Global 200)            | 16             |
| Ирландия (IRMA)                       | 30             |
| Нидерланды (Single Top 100)           | 51             |
| Новая Зеландия (Recorded Music NZ)    | 19             |
| Норвегия (IFPI Norge)                 | 41             |
| Республика Корея (Circle BGM Chart) ) | 141            |
| Швеция (Sverigetopplistan)            | 61             |
| Швейцария (Schweizer Hitparade)       | 36             |
| Великобритания (OCC UK Singles)       | 33             |
| Великобритания (OCC UK Hip Hop/R&B)   | 6              |
| США (Billboard Hot 100)               | 21             |